# Alosterna libani
Alosterna libani es una especie de escarabajo longicornio del género Alosterna, tribu Lepturini, subfamilia Lepturinae. Fue descrita científicamente por Márkus & Németh en 2016.
La especie se mantiene activa durante el mes de mayo.

## Descripción
Mide 7-8,4 milímetros de longitud.

## Distribución
Se distribuye por Líbano.